# Biểu tượng quốc gia Ba Lan
Bản mẫu:CWW
Biểu tượng quốc gia của Ba Lan là các biểu tượng được sử dụng ở Ba Lan đại diện cho những gì là duy nhất về quốc gia, phản ánh các khía cạnh khác nhau của đời sống văn hóa và lịch sử. Được dùng để hợp nhất con người bằng cách tạo ra các đại diện trực quan, bằng lời nói hay hình tượng của dân tộc, các giá trị, mục tiêu hay lịch sử. Các biểu tượng này thường được tập hợp xung quanh như là một phần của ngợi ca Chủ nghĩa yêu nước hayChủ nghĩa dân tộc và được thiết kế để bao gồm và đại diện cho toàn bộ người dân của cộng đồng quốc gia.

## Các biểu tượng chính thức
Các biểu tượng chính thức của Cộng hòa Ba Lan được miêu tả trong hai tài liệu pháp lý: Hiến pháp Ba Lan năm 1997 (tiếng Ba Lan: Konstytucja Rzeczypospolitej Polskiej) và Quốc huy, Màu sắc và Quốc ca của Cộng hòa Ba Lan, và Đạo luật về Con dấu của Nhà nước (tiếng Ba Lan: Ustawa o godle, barwach i hymnie Rzeczypospolitej Polskiej oraz o pieczęciach państwowych) năm 1980 với những sửa đổi sau đó. Lá cờ của Tổng thống được quy định trong Pháp lệnh của Bộ trưởng Bộ Quốc phòng về việc sử dụng phù hiệu của các lực lượng vũ trang, ban hành ngày 26 tháng 1 năm 1996 với các sửa đổi sau đó.

### Quốc kỳ

Quốc kỳ Ba Lan

Quốc kỳ Ba Lan bao gồm hai sọc ngang có chiều rộng bằng nhau, nửa trên màu trắng, nửa dưới màu đỏ. Hai màu được quy định trong Hiến pháp Ba Lan là màu của quốc gia. Hai màu này là nguồn gốc của huy hiệu và xuất thân từ các huy hiệu (màu sắc) của quốc huy của hai dân tộc hình thành nên Liên bang Ba Lan và Lietuva, trong đó Đại bàng Trắng là của Ba Lan và Người săn đuổi thuộc về Đại công quốc Lietuva là một hiệp sĩ màu trắng đang cưỡi ngựa, cả hai ở trên một tấm khiên màu đỏ.

### Quốc huy

Quốc huy Ba Lan

Đại bàng trắng (tiếng Ba Lan: Orzeł Biały) là quốc huy của Ba Lan. Đó là đại bàng trắng được cách điệu với mỏ và móng vuốt vàng, đội một vương miện vàng, trong một khiên màu đỏ. Biểu tượng Đại bàng trắng có nguồn gốc từ việc Lech, người sáng lập huyền thoại của Ba Lan nhìn thấy một tổ của chim đại bàng trắng. Khi ông nhìn vào con chim, một tia sáng từ mặt trời đỏ đang lặn rơi xuống cánh làm lan tỏa màu vàng trong khi phần còn lại của đại bàng trở thành màu trắng tinh khiết. Ông cảm thấy thích thú và quyết định dừng chân an cư tại đó và lấy đại bàng làm biểu tượng của mình.

### Quốc ca
Bản Mazurka của Dąbrowski (tiếng Ba Lan: Mazurek Dąbrowskiego) là Quốc ca của Ba Lan. Bản dịch tiếng Anh của lời mở đầu bằng tiếng Ba Lan là "Poland is not yet lost" (Ba Lan chưa bị mất). Lời bài hát do Józef Wybicki viết vào tháng 7 năm July, 1797 - hai năm sau ngày Phân chia Ba Lan lần thứ ba. Phần Âm nhạc có điệu Mazurka và được xem là bản "giai điệu dân ca" được biến tấu cho phù hợp với lời bài hát  Ban đầu, bài hát mang ý nghĩa thúc đẩy tinh thần của binh lính Ba Lan phục vụ trong Quân đoàn Ba Lan dưới trướng Tướng Jan Henryk Dąbrowski của Các chiến dịch của Ý trong Chiến tranh Cách mạng Pháp. "Mazurka của Dabrowski" nêu lên ý tưởng rằng dân tộc Ba Lan dù chưa được Độc lập nhưng vẫn không mất đi một khi người dân Ba Lan còn sống và chiến đấu cho tên gọi của họ. Bài hát sớm trở thành một trong những bài hát yêu nước phổ biến nhất ở Ba Lan. Khi Ba Lan xuất hiện trở lại với cương vị nhà nước độc lập vào năm 1918, "Mazurka của Dabrowski" trở thành bài ca chính thức và được phê chuẩn làm quốc ca của Đệ Nhị Cộng hòa Ba Lan năm 1926.

### Cờ của tổng thống

Cờ của Tổng thống Cộng hòa Ba Lan

Cờ của Tổng thống Cộng hòa Ba Lan - Tổng Tư lệnh Quân đội Cộng hòa Ba Lan (tiếng Ba Lan: proporzec Prezydenta Rzeczypospolitej Polskiej – Zwierzchnika Sił Zbrojnych Rzeczypospolitej Polskiej) là một lá cờ được sử dụng trong Các lực lượng vũ trang Cộng hòa Ba Lan để đánh dấu sự hiện diện và tỏ lòng kính trọng đến Tổng thống Ba Lan cũng mặc nhiên là Tổng tư lệnh của các Lực lượng vũ trang. Lá cờ này được treo trên các tàu của Hải quân Ba Lan hay trên đất liền ở những nơi Tổng thống chính thức có mặt. Thiết kế của cờ dựa hoàn toàn trên Cờ hiệu của Cộng hòa Ba Lan trước chiến tranh - từng là một phần của phù hiệu tổng thống. Sắc lệnh xác định cờ của Tổng thống là "một mảnh vải màu đỏ với hình ảnh đại bàng của nhà nước (ví dụ như Đại bàng Trắng của quốc huy) ở giữa, được viền với wężyk generalski (tạm dịch: con rắn của tướng quân)", một đường hoa văn hình lượn sóng được sử dunjgtrong quân đội Ba Lan như là một biểu tượng của cấp bậc sĩ quan cấp tướng.

## Các biểu tượng khác
Có một số các biểu tượng chính thức được sử dụng làm đại diện cho Ba Lan

### Linh vật quốc gia
Bò bison châu Âu có lịch sử lâu đời gắn với Ba Lan và được tin rằng đây là linh vật của quốc gia. a long history with Poland and is believed to be the national animal of the country. Trường hợp cò trắng cũng có thể được áp dụng để được xem là linh vật quốc gia.

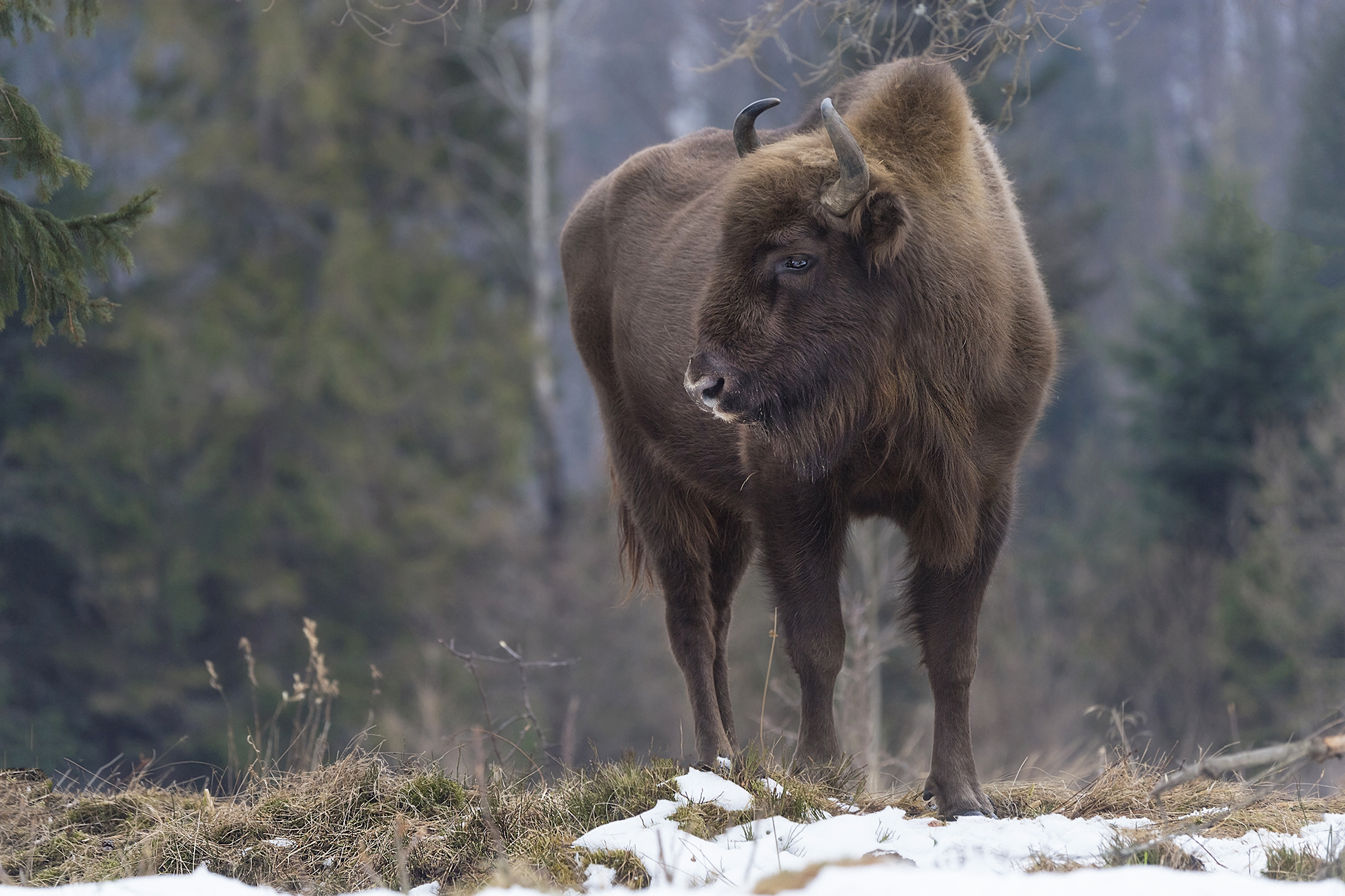
Bò bison châu Âu

### Loài chim quốc gia

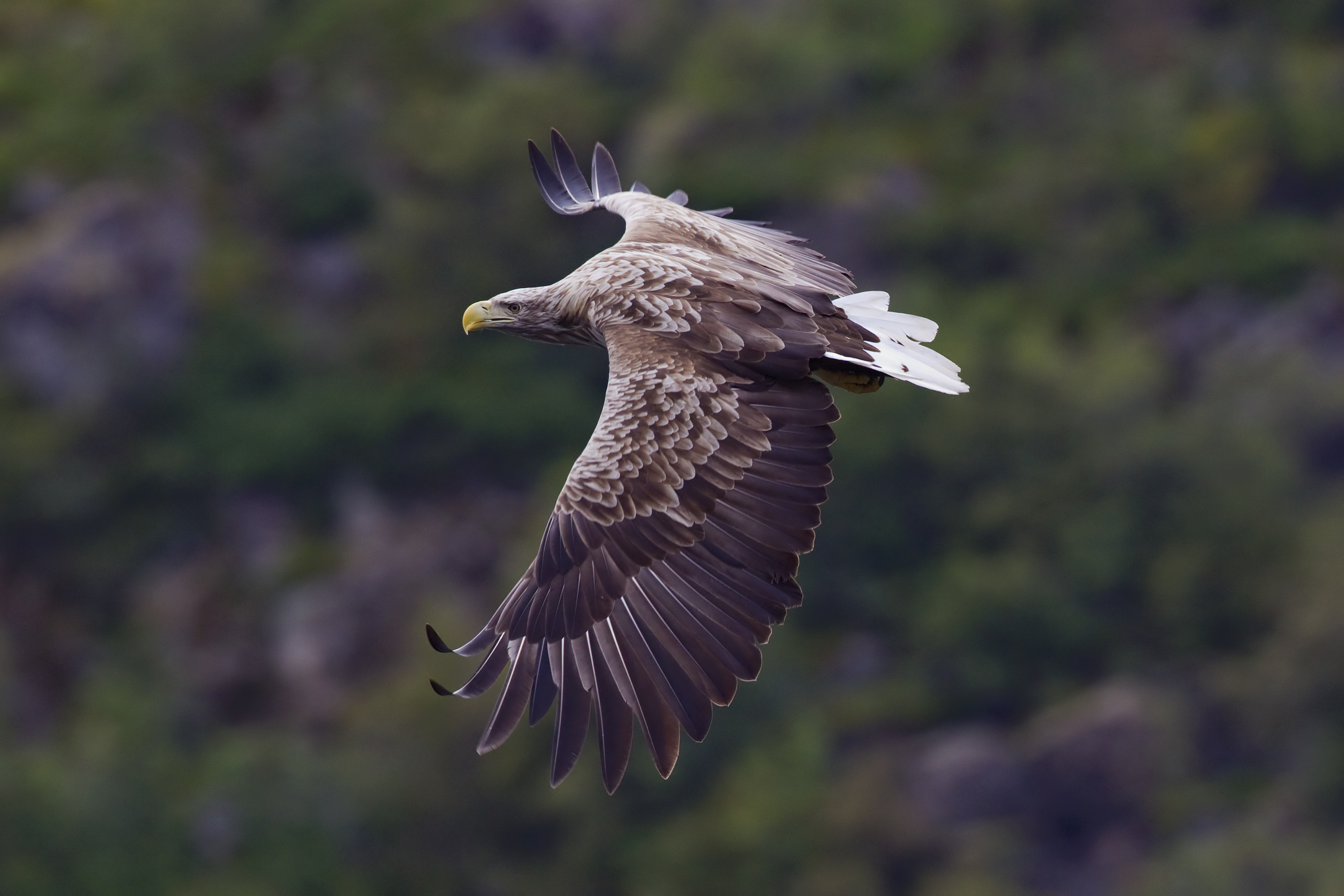
Đại bàng đuôi trắng

Đại bàng đuôi trắng được cho là loài chim quốc gia (tiếng Latinh: Haliaeetus albicilla) và được thể hiện trong Quốc huy Ba Lan.

### Tiêu ngữ
Ba Lan không có tiêu ngữ chính thức của Nhà nước, cụ thể là tiêu ngữ được công nhận bởi luật pháp quốc gia Ba Lan. Tuy nhiên có một vài cụm từ phổ biến thường xuất hiện trên các biểu ngữ, cờ và các biểu tượng khác của Nhà nước Ba Lan. Một trong những cụm từ phổ biến nhất của các tiêu ngữ không chính thức là Za wolność Naszą i Waszą ("Vì tự do của chúng tôi và của bạn"). Và một tiêu ngữ khác là Thiên Chúa, Danh dự, Tổ quốc.

### Tên dân tộc
Tên dân tộc chỉ Người Ba Lan (con người) và Ba Lan (đất nước của họ) bao gồm các địa danh bản địa (cách người Ba Lan đề cập đến bản thân và đất nước của họ) và các địa danh ngoại lai (cách người khác đề cập đến người Ba Lan và đất nước họ). Các địa danh bản địa và đa số các địa danh ngoại lai chỉ người Ba Lan và Ba Lan xuất phát từ tên của Tây Slavic hay bộ lạc Lechitic của Polans Phương Tây (Polanie), trong khi ở một vài ngôn ngữ, địa danh ngoại lai chỉ Ba Lan xuất phát từ tên của bộ tộc khác – Lendians (Lędzianie).
Các từ ngữ tiếng Ba Lan chỉ một người Ba Lan là Polak (giống đực) và Polka (giống cái), Polki là dạng số nhiều cho hai hoặc nhiều hơn hai phụ nữ và Polacy là dạng số nhiều của giống còn lại. Tính từ "Polish" dịch sang tiếng Ba Lan là polski (giống đực), polska (giống cái) và polskie (giống trung). Tên chung chỉ Ba Lan là Polska.

### Rzeczpospolita (Nền cộng hòa)
Tên đầy đủ và chính thức của nhà nước Ba Lan là Rzeczpospolita Polska được dịch thoáng là "Cộng hòa Ba Lan". Cụm từ rzeczpospolita đã được sử dụng ở Ba Lan ít nhất là từ thế kỷ 16, ban đầu là một thuật ngữ chung để chỉ bất cứ nhà nước nào với một nền Cộng hòa hoặc hình thức chính phủ tương tự. Tuy nhiên ngày nay, cụm từ này chỉ được dùng khi nhắc đến Nhà nước Ba Lan.

### Hiện thân của dân tộc

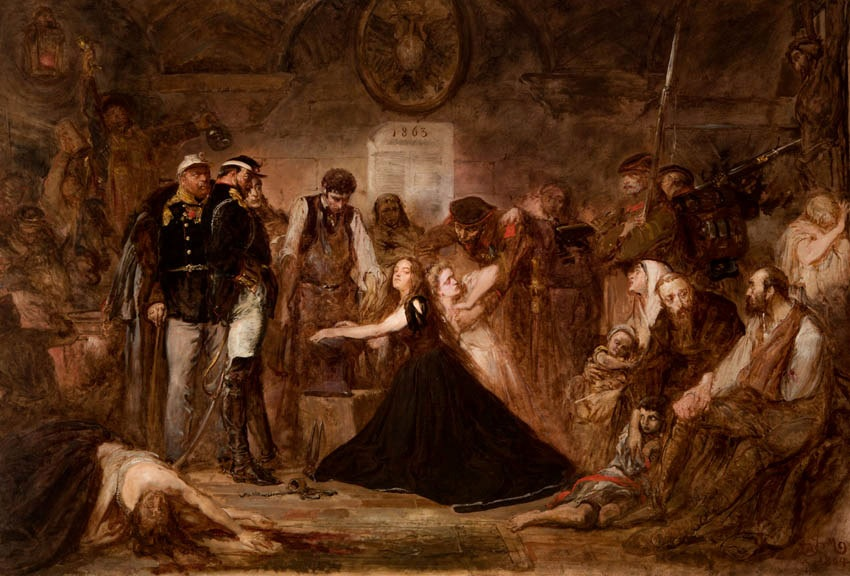
Jan Matejko, Polonia (Ba Lan), 1863. Tranh sơn dầu trên vải, 156 × 232 cm, Bảo tàng quốc gia, Kraków

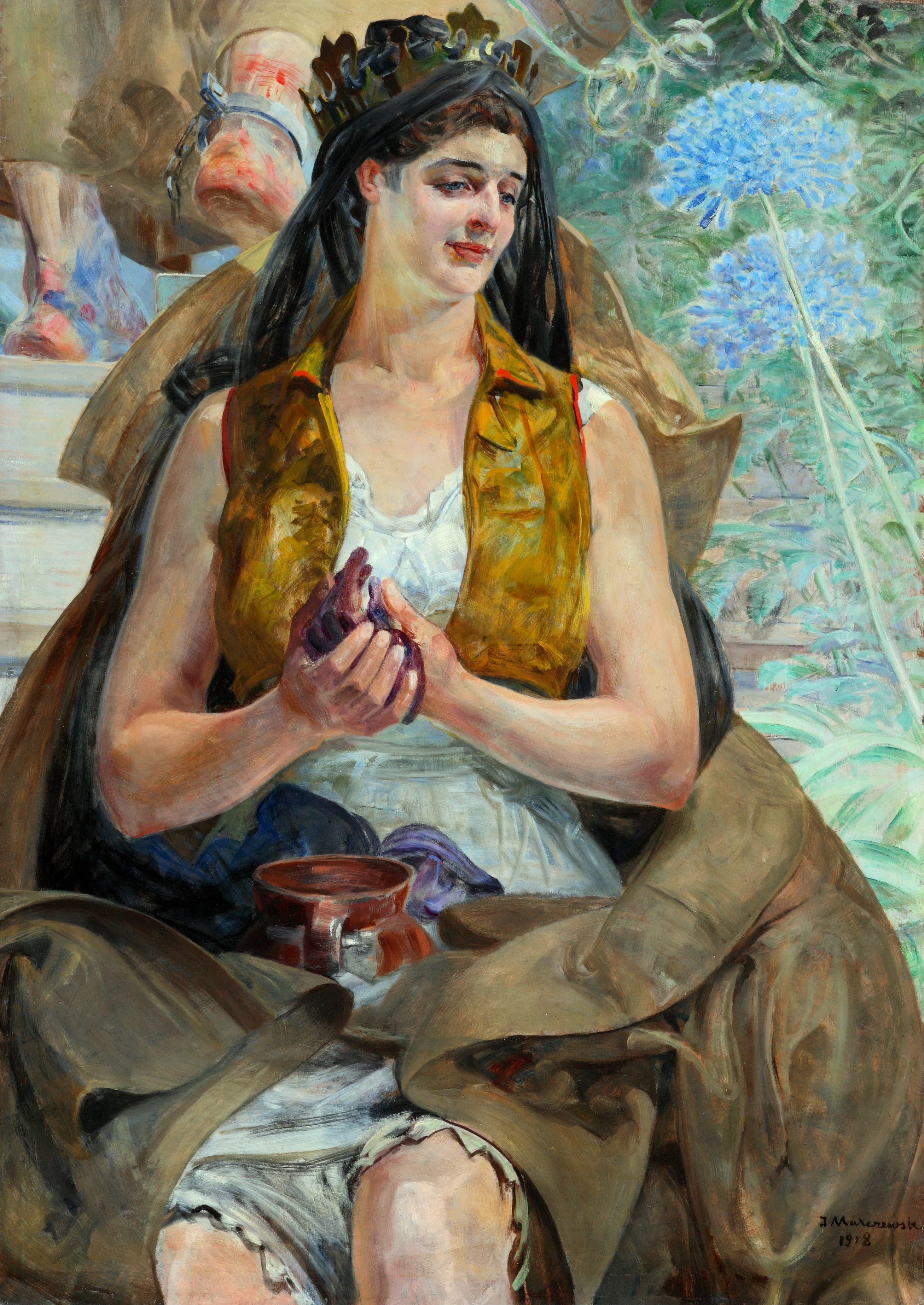
Polonia, tranh vẽ của Jacek Malczewski

Polonia là tên gọi chỉ Ba Lan trong tiếng Tiếng Latinh và trong nhiều ngôn ngữ Rôman và ngôn ngữ khác; tên gọi này đa phần được sử dụng trong tiếng Ba Lan hiện đại để chỉ cộng đồng Ba Lan. Tuy nhiên, Polonia cũng được dùng như một Nhân cách hóa quốc gia hoặc một biểu tượng mô tả Ba Lan như một người phụ nữ được gọi bằng tên Latinh đã phổ biến ở thế kỷ 19 của quốc gia này. Điều này được minh họa trong tranh Polonia của Jan Matejko, mô tả hậu quả của Khởi nghĩa Tháng Giêng 1863 bị thất bại, một trong những bức tranh đậm Chủ nghĩa yêu nước và mang tính Biểu tượng của Jan Matejko.